# Remagine
Remagine — четвёртый студийный альбом нидерландской симфо-метал-группы After Forever, выпущенный 8 сентября 2005 года. Также группой было выпущено специальное издание на SACD-дисках, в которое дополнительно вошли три бонус-трека. Специальное издание продавалось вместе с DVD, на котором была фотогалерея и документальный фильм о записи альбома.
Песня «Living Shields» написана под влиянием событий террористического акта в Беслане.

## Список композиций
Все тексты написаны Ф. Янсен, кроме «Boundaries Are Open» и «Forever» — Ф. Янсен и Б. Маас, вся музыка написана After Forever, кроме «Enter» — С. Гомманс, Ю. ван дер Брок; «Strong» — С. Гомманс, Ю. ван дер Брок и Ф. Янсен.
| №   | Название              | Длительность |
| --- | --------------------- | ------------ |
| 1.  | «Enter»               | 1:05         |
| 2.  | «Come»                | 5:02         |
| 3.  | «Boundaries Are Open» | 3:44         |
| 4.  | «Living Shields»      | 4:12         |
| 5.  | «Being Everyone»      | 3:39         |
| 6.  | «Attendance»          | 3:28         |
| 7.  | «Free of Doubt»       | 4:41         |
| 8.  | «Only Everything»     | 6:36         |
| 9.  | «Strong»              | 3:39         |
| 10. | «Face Your Demons»    | 4:56         |
| 11. | «No Control»          | 3:18         |
| 12. | «Forever»             | 5:10         |

Бонус-треки
| №  | Название                      | Длительность |
| -- | ----------------------------- | ------------ |
| 1. | «Taste the Day»               | 2:54         |
| 2. | «Live and Learn (The Key #2)» | 4:16         |
| 3. | «Strong" (Piano Version)»     | 3:40         |

## Участники записи
| Основной состав - Флор Янсен — вокал, сопрано вокал в хоре - Сандер Гомаанс — электрогитара и акустическая гитара, гроулинг, инженерия, продюсирование - Бас Маас — электрогитара, чистый мужской вокал - Люк ван Гервен — бас-гитара - Юст ван дер Брок — синтезатор, пианино, аранжировка оркестра и хора, инженерия, продюсирование - Андре Боргман — ударные Продакшн - Hans Pieters — инженерия, продюсирование - Andreas Grotenhoff, Alfred Meinstedt — инженерия, продюсирование треков с пианино - Sascha Paeth — вокальный продюсер, инженерия, миксинг - Philip Colodetti — вокальный продюсер, инженерия, миксинг - Miro, Olaf Reitmeier — инженерия в композициях с оркестром - Peter van 't Riet — мастернг | Приглашённые участники - Thomas Glöckner — скрипка - Gregor Dierck — скрипка - Benjamin Spillner — скрипка - Swantje Tessmann — альт - Marisy Stumpf — альт - Thomas Rühl — альт - Saskia Ogilvie — виолончель - Jörn Kellerman — виолончель - Rannveig Sif Sigurdardottir — меццо-сопрано - Amanda Somerville — альт, вокальный руководитель, вокальный продюсер - Previn Moore — бас и тенор |